# Llúdria gegant
La llúdria gegant (Pteronura brasiliensis) és un mamífer carnívor amfibi, originari de Sud-amèrica. Té la mida d'un ésser humà adult, i és el membre més llarg de la família dels mustèlids, un grup de predadors amb èxit arreu del món. A diferència de la majoria de mustèlids, la llúdria gegant és una espècie social, amb grups familiars que inclouen habitualment entre tres i vuit membres. Els grups se centren al voltant d'una parella reproductiva dominant, i presenten unes grans cohesió i cooperació. Tot i que són animals generalment pacífics, també són territorials i s'han observat agressions entre diferents grups. La llúdria gegant és activa exclusivament durant les hores de sol. És l'espècie de llúdria més sorollosa, i se n'han documentat diferents vocalitzacions que expressen alarma, agressivitat, i tranquil·litat.